# Řehoř Balzer
Řehoř (Gregor) Balzer (17. února 1751 Vlčkovice v Podkrkonoší – 9. června 1824 Praha) byl mědirytec a tiskař, mladší bratr Jana Jiřího Balzera.

## Život
Vyučil se v Kuksu, v uměleckém ateliéru Michaela Jindřicha Rentze. Od roku 1771 až do smrti roku 1824 žil v Praze. Byl pražským měšťanem a od r. 1784 majitelem závodu v Jezuitské ulici
č. p. 495, později č. p. 186, kde vedl obchod s rytinami. Koncese k měditisku mu byla udělena 29. 10. 1818. Řehoř později vedl i dílnu s obchodem bratra Jana Jiřího, ke které obdržel taktéž r. 1818 licenci. Zachránit prosperitu a úroveň dílny po smrti svého bratra Jana Jiřího i synovce Antonína se mu však nepodařilo. Až do své smrti vedla Řehořův závod i obchod s rytinami v těžkém konkurenčním prostředí jeho poslední žena Veronika.

## Dílo
Řehoř byl autorem mnoha rytin, zčásti podle svého synovce Antonína Karla. Mezi jeho vlastní tvorbu (označeno zkratkou Gr. B.) patří především obrazy svatých a krajin. V jeho produkci nalezneme viněty pro české vydání Telemacha. Známé jsou jeho dvě velké rytiny s holandskými náměty, které byly později umístěny do sbírek Strahovského kláštera.

## Galerie

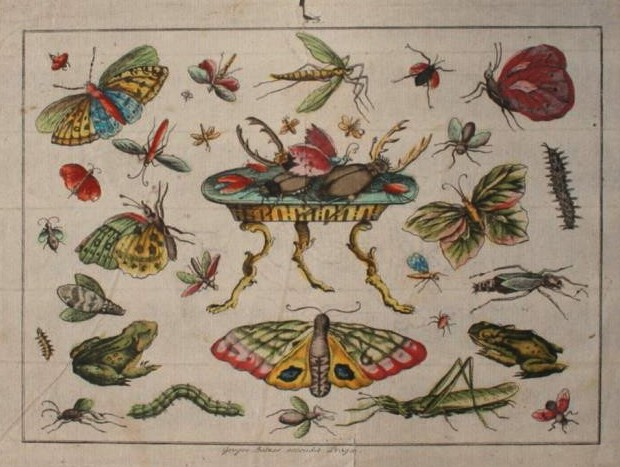
Studie hmyzu a dvou žab
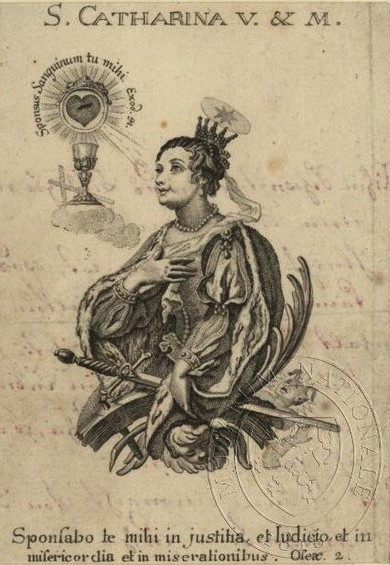
Sv. Kateřina